# Pseudocalamobius niisatoi
Pseudocalamobius niisatoi là một loài bọ cánh cứng trong họ Cerambycidae.